# Gentiana chosenica
Gentiana chosenica là một loài thực vật có hoa trong họ Long đởm. Loài này được Okuyama mô tả khoa học đầu tiên năm 1943.